# Jiří Kanižský
Jiří Kanižský (chorvatsky Juraj Kaniški nebo Kanižaj, latinsky Georgius de Canisa, maďarsky Kanizsai György, ? – 1509/1510) byl maďarský šlechtic, chorvatský bán (v letech 1498–1499 a 1508–1509) a bán jajecký. Pocházel ze šlechtického rodu Kanižských. 

## Životopis

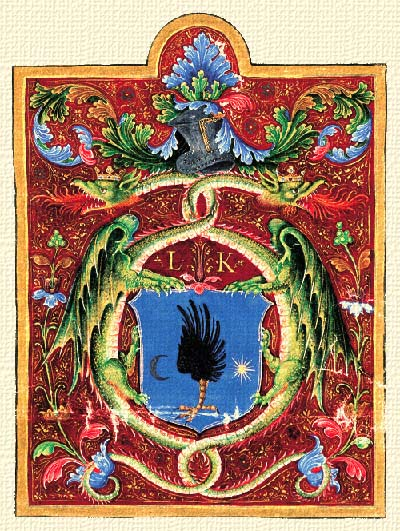
Erb šlechtické rodiny Kanižských

Král Vladislav II. Jagellonský ho roku 1497 jmenoval chorvatským bánem a kapitánem města Senje poté, co byl funkce bána zbaven Ivaniš (Jánoš) Korvín. Jiří Kanižský si úřad chorvatského bána udržel až do roku 1499, kdy král uzavřel dohodu s mladým Korvínem a znovu jej jmenoval bánem Chorvatska, Dalmácie a Slavonie.  
V roce 1502 byl jmenován bánem Bělehradu a v roce 1505 plánoval útok na Smederevo se srbským despotem a chorvatským šlechticem Ivanem Berislavićem Grabarským († 1514). Turci se však o jejich záměrech dozvěděli, takže plán selhal a oba osnovatelé se začali navzájem obviňovat a pustošit si panství.
V roce 1508 byl znovu jmenován chorvatským bánem, tentokrát společně s Janem II. Ernuštem Čakoveckým.